# Li Zhaodao

Reizen door de bergen in de lente, een kopie van een aan Li Zhaodao toegeschreven werk, collectie Nationaal Paleismuseum

Li Zhaodao (李昭道) was een Chinees kunstschilder uit de periode van de Tang-dynastie. Hij was in de eerste helft van de 8e eeuw actief.

## Biografie
Li woonde in Tianshui, in de provincie Gansu. Hij was een nauwe verwant van de keizerlijke Tang-familie. Aan het hof bekleedde hij de functie van hofschilder en van secretaris van de troonopvolger. Zijn vader was de generaal en kunstschilder Li Sixun (李思訓; 653–718). Kunstcritici noemden vader en zoon ook wel de 'Grote Generaal Li' en de 'Kleine Generaal Li'.

## Werken
Li Zhaodao schilderde voornamelijk gedetailleerde en uitbundig gekleurde shan shui-landschappen, net als zijn vader. Beiden stonden bekend om hun decoratieve en nauwgezette manier van schilderen, waarbij ze de stijl volgden van vroege meesters als Gu Kaizhi (ca. 344–406) en Zhan Ziqian (ca. 550–604). Door het veelvuldige gebruik van blauwe en groene verf, vaak aangevuld met wit en goud, kwam hun stijl bekend te staan als 'blauwgroene landschappen' (青綠山水). Van beide kunstenaars zijn geen oorspronkelijke werken bewaard gebleven.